# Епанечников, Дмитрий Семёнович
Дмитрий Семёнович Епанечников (28.8.1901, Старица, Тверская губерния — 13.11.1937, Иваново) — деятель ВЛКСМ и ВКП(б), 2-й секретарь Ивановского обкома ВКП(б). Входил в состав особой тройки НКВД СССР.

## Биография
Дмитрий Семёнович Епанечников родился 28 августа 1901 года в Старице Тверской губернии. В 1917 году, будучи учащимся, создал в Старице союз учащихся и молодежи, став его первым председателем.
С ноября 1919 года являлся председателем Старицкого укома РКСМ. С 1920 года избирался членом, а с 11 ноября 1922 года по 8 августа 1924 года, секретарём Тверского губкома РКСМ. Далее переходит на партийную работу. С 1924 года работает секретарём Осташковского укома ВКП(б).
В 1932 году заканчивает экономическое отделение Институтата красной профессуры, затем возвращается к партийной деятельности.
С 1932 года работает заведующим орготделом, а позже и 2 секретарём Ивановского обкома ВКП(б). 
26 января—10 февраля 1934 года делегат XVII съезда ВКП(б) с решающим голосом от Ивановской парторганизации.
Этот период отмечен вхождением в состав особой тройки, созданной по приказу НКВД СССР от 30.07.1937 № 00447 и активным участием в сталинских репрессиях.

### Арест и гибель
Арестован в июне 1937 г. Приговорён к ВМН выездной сессией ВКВС СССР 13 ноября 1937 г. Обвинялся по статьям 58-1а, 58-8, 58-11 УК РСФСР. Расстрелян в день вынесения приговора в Иваново.